# Linwood (Kansas)
Linwood – miasto w Stanach Zjednoczonych, w stanie Kansas, w hrabstwie Leavenworth.